# Lipid IVA 4-amino-4-dezoksi-L-arabinoziltransferaza
Lipid IVA 4-amino-4-dezoksi--arabinoziltransferaza (EC 2.4.2.43, undekaprenil fosfat-alfa-L-Ara4N transferaza, 4-amino-4-dezoksi--arabinoza lipid A transferaza, protein polimiksinske otpornosti PmrK, arnT (gen)) je enzim sa sistematskim imenom 4-amino-4-dezoksi-alfa--arabinopiranozil ditran,oktacis-undekaprenil fosfat:lipid IVA 4-amino-4-dezoksi--arabinopiranosiltransferaza. Ovaj enzim katalizuje sledeću hemijsku reakciju
(1) 4-amino-4-dezoksi-alfa--arabinopiranozil ditrans,oktacis-undekaprenil fosfat + alfa-Kdo-(2->4)-alfa-Kdo-(2->6)-lipid A {\displaystyle \rightleftharpoons } alfa-Kdo-(2->4)-alfa-Kdo-(2->6)-[4-]-lipid A + ditrans,oktacis-undekaprenil fosfat
(2) 4-amino-4-dezoksi-alfa--arabinopiranozil ditrans,oktacis-undekaprenil fosfat + lipid IVA {\displaystyle \rightleftharpoons } lipid IIA + ditrans,oktacis-undekaprenil fosfat
(3) 4-amino-4-dezoksi-alfa--arabinopiranozil ditrans,oktacis-undekaprenil fosfat + alfa-Kdo-(2->4)-alfa-Kdo-(2->6)-lipid IVA {\displaystyle \rightleftharpoons } 4'-alfa--(2->6)-lipid IVA + ditrans,oktacis-undekaprenil fosfat
Ovaj integralni membranski protein je prisutan na unutrašnjim membranama pojedinih Gram negativnih endobakterija.

## Literatura
- Nicholas C. Price; Lewis Stevens (1999). Fundamentals of Enzymology: The Cell and Molecular Biology of Catalytic Proteins (Third изд.). USA: Oxford University Press. ISBN 019850229X.
- Eric J. Toone (2006). Advances in Enzymology and Related Areas of Molecular Biology, Protein Evolution (Volume 75 изд.). Wiley-Interscience. ISBN 0471205036.
- Branden C; Tooze J. Introduction to Protein Structure. New York, NY: Garland Publishing. ISBN 0-8153-2305-0.
- Irwin H. Segel. Enzyme Kinetics: Behavior and Analysis of Rapid Equilibrium and Steady-State Enzyme Systems (Book 44 изд.). Wiley Classics Library. ISBN 0471303097.

## Spoljašnje veze
- Lipid+IVA+4-amino-4-deoxy-L-arabinosyltransferase на 